# Saubach (Dürnach)
Der Saubach ist ein rund 14 km langer linker Zufluss der Dürnach im Stadtgebiet von Laupheim im baden-württembergischen Landkreis Biberach, die über die Westernach insgesamt nördlich zur Donau entwässert.

## Verlauf
Der Saubach entspringt ungefähr einen Kilometer südlich von Ellmannsweiler. In diesem Ort erhält er dann Zulauf von einem nicht benannten Bach und fließt weiter nach Norden entlang der K 7504 nach Laupertshausen. Anschließend weiter nach Äpfingen und kurz nach dem Ort unter der Bundesstraße 30 hindurch in eine Ebene, die in der Region Ried genannt wird. Der Bach streift nun links das Obere Ried und läuft danach zwischen Unterem Ried und Osterried hindurch. Dann erreicht der Bach eine Straße und folgt ihr in anthropogen erzwungenem Lauf nach Nordosten auf die Dürnach zu und mündet bald von links in diese.

## Literatur

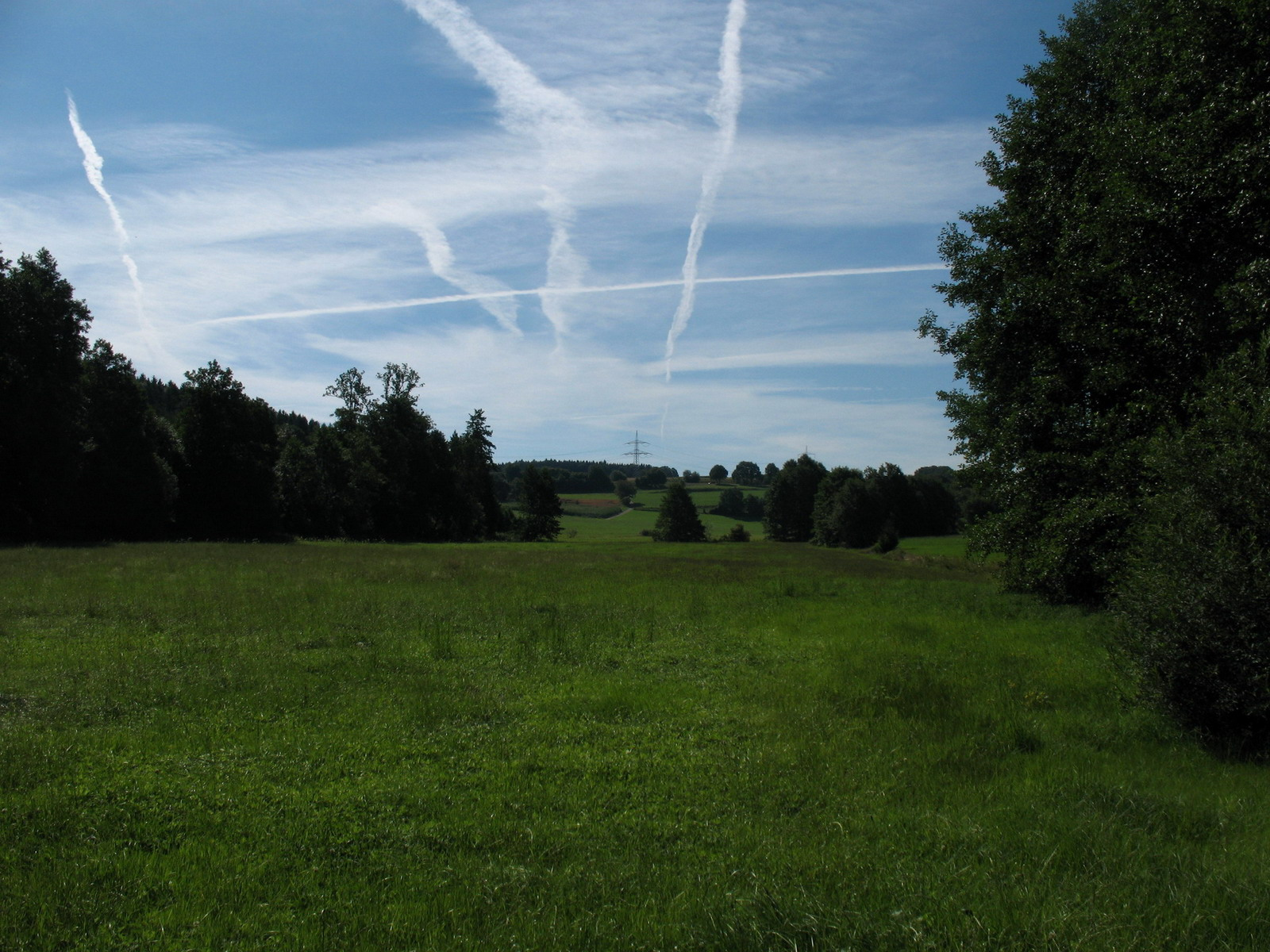
Saubachtal nach Laupertshausen